# Salvador Urbina (Chiapa de Corzo)
Salvador Urbina es una localidad del estado mexicano de Chiapas. Es parte del municipio de Chiapa de Corzo.

## Toponimia
El nombre de la localidad rinde homenaje a Salvador Urbina, militar mexicano partícipe de la Segunda intervención francesa en México en favor del bando republicano.

## Demografía
| Gráfica de evolución demográfica |
|                                  |

| Censo | Población |
| ----- | --------- |
| 1900  | 79        |
| 1910  | 80        |
| 1921  | 15        |
| 1930  | 55        |
| 1940  | 120       |
| 1950  | 336       |
| 1960  | —         |
| 1970  | 566       |
| 1980  | 513       |
| 1990  | 1 058     |
| 2000  | 1 319     |
| 2010  | 1 653     |
| 2020  | 2 257     |